# Louis-Gustave Cambier
Pour les articles homonymes, voir Cambier.
Ne doit pas être confondu avec Louis Cambier.
Louis-Gustave Cambier, né à Schaerbeek en 1874 et mort à Ixelles en 1949, est un peintre belge de portraits (effigies masculines de style archaïque avec devise), de paysages (Ardenne, Meuse, sous-bois, forêt de Soignes), de natures mortes et de scènes de genre. Il est également graveur et sculpteur.

## Biographie
Élève de Jean-François Portaels, des sculpteurs Jaquet et Simonis à l'Académie des beaux-arts de Bruxelles.
Il est membre fondateur des cercles L'Essor en 1876 et Le Labeur en 1898 et devient membre de l'Académie royale des beaux-arts de Bruxelles. Sociétaire des Artistes français, il obtient une mention honorable au Salon de 1906. Il épouse Juliette Cambier qui lui fait rencontrer Octave Maus. 
Elève à l'académie Ranson à Paris, il se lie avec Paul Signac, Maurice Denis, Ker-Xavier Roussel et Paul Sérusier. La lecture de Pierre Loti lui fait découvrir l'Orient et il part à Jérusalem. Il voyage aussi en Bretagne, en Italie et en Turquie. A cette époque, il réalise surtout des tableaux religieux.
Pendant la Première Guerre mondiale, il est professeur de sculpture à l'académie de Nice où Matisse est son élève. Il habite alors à Cagnes où il rencontre Auguste Renoir et Paul Signac. Il adhère un moment à l'impressionnisme, et divise la touche. 
De retour en Belgique, il se voue au portrait de ses contemporains dans un style archaïsant au réalisme minutieux. Il devient membre de l'Académie royale des beaux-arts de Bruxelles.
Sociétaire des Artistes français, il obtient une mention honorable au salon des Artistes français de 1906. 
Il participe à de nombreuses expositions à Bruxelles, Anvers, Gand, Namur, Nice, Vienne, etc.